# Jeux mondiaux de 1989
Navigation
Londres 1985 La Haye 1993
Les Jeux mondiaux de 1989 constituent la troisième édition des Jeux mondiaux, organisée à Karlsruhe, en Allemagne, du 20 juillet 1989 au 30 juillet 1989.

## Épreuves
- Karaté aux Jeux mondiaux de 1989